# معركة تالاهانداك (2020)
وقعت معركة تالاهانداك في 3 يونيو 2020، أثناء حرب مالي. وأسفر ذلك عن مقتل عبد المالك دروكدال، زعيم تنظيم القاعدة في بلاد المغرب الإسلامي.

## خلفية
في 1 يونيو 2020، وبمساعدة من المخابرات الأمريكية، حددت القوات الخاصة الفرنسية التي تعمل عن كثب مع عملية برخان أن عبد المالك دروكدال، زعيم تنظيم القاعدة في بلاد المغرب الإسلامي، كان موجودًا في المناطق المحيطة بتساليت، مالي. بعد عملية المسح، أعلنت هيئة الأركان الفرنسية أنه بعد يومين من مسح الإشارات الكهرومغناطيسية، حددوا أن هدفًا مهمًا كان في المنطقة.

## المعركة
في 3 يونيو، أطلق مشغلون من قيادة العمليات الخاصة الفرنسية العملية للقضاء على عبد الملك دروكدال.
تألفت جماعة القاعدة في بلاد المغرب الإسلامي من عبد المالك دروكدال، زعيم القاعدة في بلاد المغرب الإسلامي، توفيق شايب، أحد كبار قادة تنظيم القاعدة في بلاد المغرب الإسلامي المسؤول عن الدعاية والتنسيق مع جماعة نصرة الإسلام والمسلمين. وكان برفقتهم ثلاثة من جهاديي القاعدة في بلاد المغرب الإسلامي. قادوا سيارة دفع رباعي بيضاء، توقفوا فيها بالقرب من كومة صغيرة من الحجارة، وأقاموا إقامة مؤقتة في وادي أوردجان، على بعد كيلومترين إلى خمسة كيلومترات جنوب قرية تالاهانداك، التي تقع في حد ذاتها على بعد 80 كيلومترًا (50 ميل). شرق قرية تساليت، و 20 كيلومترًا (12 ميلًا) من الحدود الجزائرية. استنادًا إلى روايات وكالة فرانس برس، وُصفت المنطقة بأنها مفترق طرق لسائقي الشاحنات، الذين ينتظرون أحيانًا عدة أسابيع لفتح الحدود مع الجزائر، فضلاً عن «نقطة ساخنة لتهريب المهاجرين»، وفقًا لخبير في الأمم المتحدة. في مالي.
بدأت العملية بـ 15 من المشغلين الفرنسيين الخاصين بطائرتي هليكوبتر من طراز Eurocopter EC725 وطائرة هليكوبتر هجومية من طراز Eurocopter Tiger وطائرة هليكوبتر Aérospatiale Gazelle وطائرة General Atomics MQ-9 Reaper بدون طيار. بسبب الظروف الجوية في المنطقة، كان على القوات الخاصة الفرنسية العمل على الأرض خلال النهار.
خلال بداية الاشتباكات، حاولت قيادة تنظيم القاعدة في بلاد المغرب الإسلامي الفرار من المواجهة.ومع ذلك، فقد أُجبروا على محاولة هجوم مضاد ضد القوات الخاصة الفرنسية، مما أدى إلى الإقتراب النهائي من إطلاق النار.قُتل أربعة من جهاديي القاعدة في بلاد المغرب الإسلامي، من بينهم دروكدال وشايب، فيما استسلم سائق السيارة البيضاء ذات الدفع الرباعي، وأسره الجيش الفرنسي.

## ما بعد المعركة
في 5 يونيو 2020، أعلنت وزيرة القوات المسلحة، فلورنس بارلي، عبر حسابها على تويتر وفاة عبد المالك دروكدال، وأعلنت أن «المعركة الأساسية من أجل السلام والاستقرار في المنطقة قد حققت للتو نجاحًا كبيرًا». وأشارت القيادة الأمريكية في إفريقيا (AFRICOM) إلى أنها حصلت على تأكيد بوفاة دروكدال بوسائلها الخاصة. وبحسب الصحيفة فرانس 24، أكدت مصادر مقربة من القاعدة في بلاد المغرب الإسلامي مقتل دروكدال. اعترف تنظيم القاعدة في بلاد المغرب الإسلامي رسمياً بوفاة زعيمه في مقطع فيديو نُشر بعد أسبوعين تقريباً.
وأعلن الجيش الفرنسي أنهم لا يعرفون كم أمضى عبد المالك دروكدال في مالي، لكن الصحفي وسيم نصر قال إنه بحسب مصادر القاعدة في المغرب الإسلامي، كان دروكدال في طريقه للقاء إياد أغ غالي، رئيس جماعة نصرة الإسلام والمسلمين. تشير صحيفة لو موند إلى أنه وفقًا لمصدر فرنسي رسمي، لم يمض وقت طويل منذ أن كان عبد الملك في مالي، دون معرفة ما إذا كان ذلك بسبب الحركة المقيدة بالأحداث في الجزائر أو إذا كانت تتماشى مع تطور تنظيم القاعدة في بلاد المغرب الإسلامي، فقد كانت لديهم معلومات. لمدة شهر كان طاقم تنظيم القاعدة في بلاد المغرب الإسلامي يتجه نحو شمال مالي.دفع هذا دروكدال إلى الكشف عن نفسه لأجهزة المخابرات.

## التصوير بالفيديو
- Le chef d'Al-Qaïda au Maghreb islamique tué par l'armée française au Mali, صحيفة فرنسا 24، 6 يونيو 2020.